# Rashad Wright
Rashad Ralphil Wright (* 17. März 1982 in Statesboro, Georgia) ist ein US-amerikanischer Basketballspieler. Er spielt als Point Guard. Seit der Saison 2013/14 spielt Wright auf Zypern für Keravnos Strovolou.

## Karriere
Wright spielte in der NCAA während seiner Studienzeit von 2000 bis 2004 für die Bulldogs der University of Georgia. 2004 wurde er beim NBA-Draft an 59. Stelle von den Indiana Pacers ausgewählt, schaffte es aber nicht in das endgültige Team. Daraufhin wurde er 2004 bei Panionios Athen in Griechenland unter Vertrag genommen und wechselte in der darauffolgenden Spielzeit zum von Luka Pavićević trainierten KK Hemofarm in Serbien. Von 2006 bis 2007 spielte Rashad Wright bei Telindus Oostende in Belgien, mit denen er belgischer Meister werden konnte. Nach einer Zwischenstation beim türkischen Efes Pilsen Istanbul, wo Wright verletzungsbedingt nur neun Spiele absolvieren konnte, wechselte er 2008 zu Alba Berlin, die seit 2007 von Pavićević trainiert wurden. Mit Alba Berlin wurde er 2009 Deutscher Pokalsieger und erreichte die Runde der letzten 16 in der Euroleague. Nach der Saison 2009/2010 endete sein Engagement bei Alba Berlin und er verletzte sich in der anschließenden Sommerpause 2010, worauf er eine Spielzeit vertragslos blieb.
In der Saison 2011/12 verpflichtete ihn PAOK aus Thessaloniki in der griechischen A1 Ethniki, wo er unter anderem zunächst auch mit dem aus der deutschen Bundesliga bekannten Marcus Goree zusammenspielte. Nachdem Goree den Verein Anfang Januar Richtung Italien verlassen hatte, wurde auch Wrights Vertrag Mitte Januar beendet. Eine Woche später unterzeichnete er beim französischen LNB-Pro-A-Teilnehmer Chorale Basket aus Roanne, wo er wiederum von Luka Pavićević trainiert wurde. Der Vertrag wurde am Saisonende nicht verlängert. Nach einem weiteren Jahr Pause kehrte er zur Saison 2013/14 bei Keravnos Strovolou aus Nikosia auf Zypern aufs Parkett zurück.

## Erfolge
- Belgischer Meister mit Telindus Oostende 2007
- Deutscher Pokalsieger mit ALBA Berlin 2009

## Auszeichnungen
- Bester Verteidiger der Southeastern Conference (SEC) (NCAA) 2004
- Second Team All-SEC (NCAA) 2004